# Chris Ryan
Chris Ryan (Rowlands Gill, 1961) è un militare e scrittore britannico, pseudonimo di Colin Armstrong, ex sergente del 22° SAS Regiment ( le forze speciali dell'Esercito britannico). Noto per essere stato uno dei membri della pattuglia Bravo Two Zero durante la guerra del Golfo e per i suoi romanzi da cui è tratta la serie TV Strike Back.

## Biografia

### L'arruolamento nell'esercito
Colin Armstrong nasce nel 1961 a Rowlands Gill, nella contea inglese di Durham.
Ha frequentato la Hookergate School e, all'età di 16 anni, Ryan si arruola volontario nei SAS territoriali e, completato l'addestramento, riesce a entrare nel 23º Reggimento SAS. Dopodiché nel 1987 ha affrontato la selezione per entrare nel 22º Reggimento SAS come paramedico. Prima di tornare con lo Squadrone B ha poi trascorso otto settimane con il Reggimento Paracadutisti. Tornato con lo Squadrone B ha trascorso sette anni di operazioni segrete in alcune parti del globo.
Il 13 gennaio 1991 viene spedito in Arabia Saudita per partecipare alla guerra del Golfo.

### Bravo Two Zero
Ryan fu anche uno degli otto membri della rinomata pattuglia "Bravo Two Zero", durante la prima guerra del Golfo nel 1991.
Durante tale operazione di commando, Chris Ryan è entrato nella storia della SAS per la "più lunga fuga ed evasione da parte di un soldato SAS o di chiunque altro" coprendo, da solo, più di 300 km in condizioni climatiche estreme (due delle tre perdite della pattuglia furono dovute all'ipotermia), senza cibo e braccato in territorio ostile.
Riuscì a sconfinare in Siria dall'Iraq, quindi si mise in contatto con l'ambasciata locale. In seguito, come McNab, fu accusato da altri membri del SAS di non aver detto tutta la verità su come sono andate veramente le cose in Iraq e soprattutto sulla morte dei tre membri che non sono tornati.
Un altro membro del commando, Andy McNab, scrive e pubblica un libro su questa avventura irachena, intitolato Pattuglia Bravo Two Zero, dove Ryan è uno dei protagonisti.
Terminata la guerra del Golfo, e dopo aver compiuto qualche altra operazione di forze speciali (tra cui nello Zaire e nella Sierra Leone), fu assegnato alla sezione addestrativa del SAS e promosso sergente. Si congedò nel 1994, dopo un totale di sedici anni di servizio.

### Vita personale
Dal 1987 è sposato con Jan, un capitano di un ospedale militare del Belize, di cinque anni più grande. La coppia ha avuto una figlia, Sarah, nata nel 1988. Dopo essersi congedato dall'esercito britannico si trasferisce negli Stati Uniti con la famiglia, dove lavora come guardia del corpo, scrittore di romanzi di spionaggio e consulente militare per serie televisive.

## Carriera da scrittore
Nel 1995 scrisse una sua autobiografia intitolata The One That Got Away, libro basato sulla sua fuga verso il confine siriano. Ha al suo attivo una lunga serie di romanzi ma in italiano è reperibile solo Operazione Cremlino del 2002 edito da Longanesi e Tea. Ha scritto, similmente ad Andy McNab, una serie di romanzi di spionaggio che hanno per protagonista il sergente Gerodie Sharp (un ex SAS) e altri dello stesso genere ambientati nel mondo militare e/o dello spionaggio internazionale.
Dai suoi romanzi è tratta la serie TV Strike Back.

## Opere tradotte
- Operazione Cremlino, 2000, Longanesi